# Doesjeti (stad)
Doesjeti (Georgisch: დუშეთი) is een stad in centraal-Georgië met 7.238 inwoners (2024), gelegen in de regio Mtscheta-Mtianeti. De stad is het bestuurlijk centrum van de gelijknamige gemeente en ligt ongeveer 40 kilometer ten noorden van hoofdstad Tbilisi. Doesjeti is gesitueerd aan de Doesjetischevi, een rechterzijrivier van de Aragvi, op ongeveer 870 meter boven zeeniveau.

## Geschiedenis
Doesjeti wordt voor het eerst vermeld in 1215. Menselijke bewoning in de buurt gaat echter veel verder terug. Zo zijn er bij het nabijgelegen dorp Varsimaani restanten gevonden een nederzetting uit de 6e-3e eeuw v.Chr. met een oppervlakte van ongeveer 700 vierkante meter. Het geheel bestaat uit wooncomplexen gemaakt van bakstenen op een fundering van kasseien met 0,5-1 meter dikke muren. In de bergingen zijn delen van haarden of ovens te vinden. Verder is er allerhande werk- en woongerei gevonden. In de nabijheid zijn ook graven uit deze periode.

### Handelsroute
Tot de 13e eeuw was Doesjeti opgenomen in het saeristavo (hertogdom) Kartli en in de 14e eeuw in het afgesplitste hertogdom Aragvi. Na de middeleeuwen kreeg Doesjeti een meer voorname functie, en in de vroege 17e eeuw werd het de residentie en het douanekantoor van de Aragvi-adel. De handelsroute uit Rusland, de Georgische Militaire Weg, zorgde vooral vanaf de 18e eeuw voor economische bloei toen de Russische invloed toenam. Tot 1985 kwam de weg door Doesjeti.
In 1743 annuleerde koning Teimoeraz II het Aragvi hertogdom en schonk Doesjeti aan zijn minderjarige kleinzoon Vachtang. In de jaren 1754-1755 werd Doesjeti overvallen door de Avaren onder leiding van Noersal-Beg en in 1785 door Oemma Chan. In 1784 verleende koning Erekle II (feodale) stadsrechten aan Doesjeti.

### In Russisch Rijk
Ook de nieuwe Russische overheersers verleenden Doesjeti in 1801 stadsrechten. Het werd toen tot hoofdstad van de nieuwe oejezd (provincie, mazra) Doesjeti gepromoveerd. Het verloor deze status korte tijd, maar vanaf 1821 bleef het een districtscentrum en behield het de stadsstatus. De provincie Doesjeti correspondeerde ongeveer met de hedendaagse regio Mtscheta-Mtianeti.

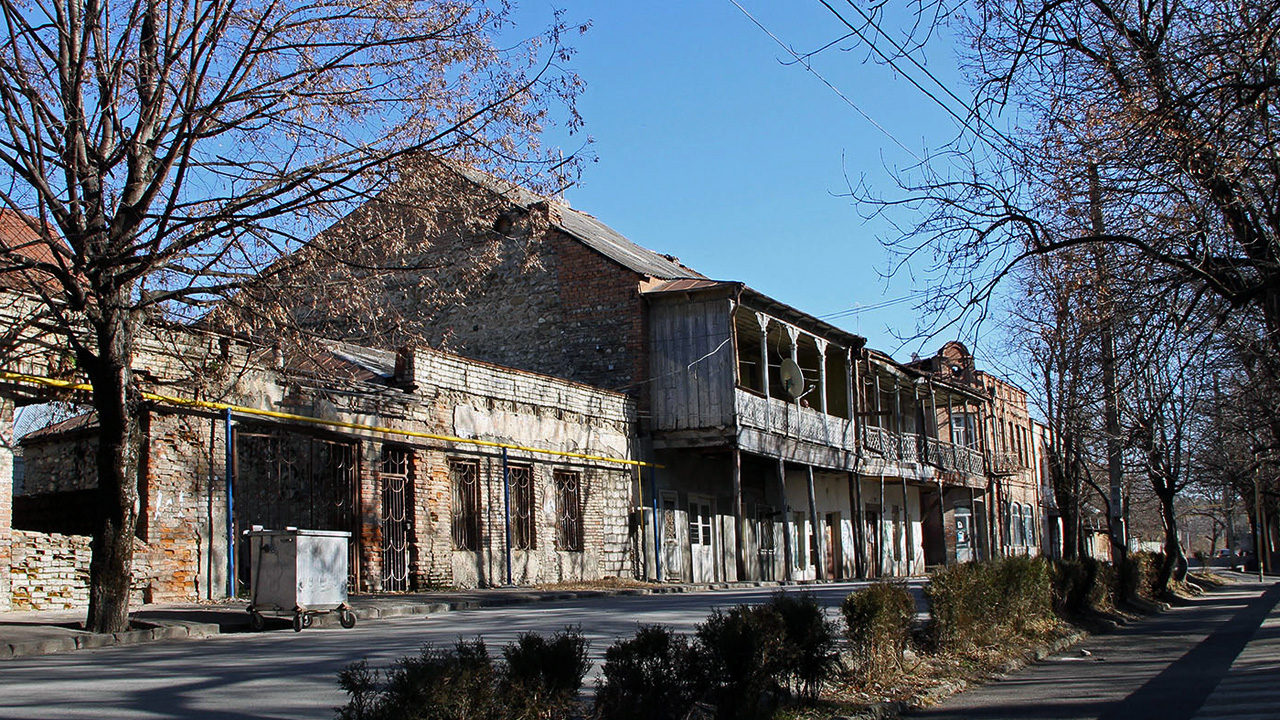
Oude centrum van Doesjeti.

In de 19e eeuw maakte het oude centrum van de stad plaats voor een nieuw stratenplan volgens een vierkant gridstructuur dat in de 20e eeuw werd doorgezet. De Georgische schrijver, journalist, jurist en latere voorman van de Georgische nationale beweging Ilia Tsjavtsjavadze was van 1864 tot 1873 rechter in Doesjeti. De rechtbank waar hij werkte staat nog steeds in Doesjeti aan de Tsjavtsjavadze-straat, maar is in verwaarloosde staat.

### Bolsjewisme
Drie weken na de onafhankelijkheid van de Democratische Republiek Georgië in 1918 brak een bolsjewistische opstand uit in het de provincie Doesjeti tegen de mensjewistische Georgische staat en werd de stad Doesjeti en andere delen van het gebied langs de Georgische Militaire Weg ingenomen door opstandelingen. De Georgische autoriteiten, ondersteund door de Volksgarde, herstelden in enkele weken de orde.
In 1920 werd de stad aangedaan door een Europese delegatie van socialisten die door de mensjewistische en sociaaldemocratische regering van Georgië waren uitgenodigd in een poging meer Europese erkenning van de republiek te verwerven. In de periode 1922-1924 was Doesjeti een van de anti-bolsjewistische bolwerken die achter de Augustusopstand van 1924 zaten.

### Sovjet-periode
Medio 1930, bij de administratieve herindeling van de Georgische SSR, werd Doesjeti het bestuurlijke centrum van het gelijknamige district (rajon) dat overeenkomt met de moderne gemeente Doesjeti. In de Sovjetperiode kwamen er olie- en conservenfabrieken en vond er productie van tapijten en keramiek plaats. Er was tevens een veterinaire hogeschool.

## Demografie
Begin 2024 had Doesjeti 7.238 inwoners, een stijging van ruim 17% sinds de volkstelling van 2014.
| Aantal                                                           | 2.566 | 1.510 | 3.717 | 5.444 | 4.993 | 7.424 | 8.439 | 7.315 | 6.167 | 6.864 | 7.238 |
| Verantwoording data: Bevolkingsstatistiek Georgië 1897 tot heden |       |       |       |       |       |       |       |       |       |       |       |

### Etniciteit
De bevolking van Doesjeti bestond volgens de volkstelling van 2014 vrijwel geheel uit etnisch Georgiërs (99,5%), met een tiental Russen en Osseten als enige etnische minderheden. In 1922 had Doesjeti nog een grote Armeense gemeenschap, ongeveer 24% van het aantal inwoners (met 71% Georgiërs).

## Bezienswaardigheden

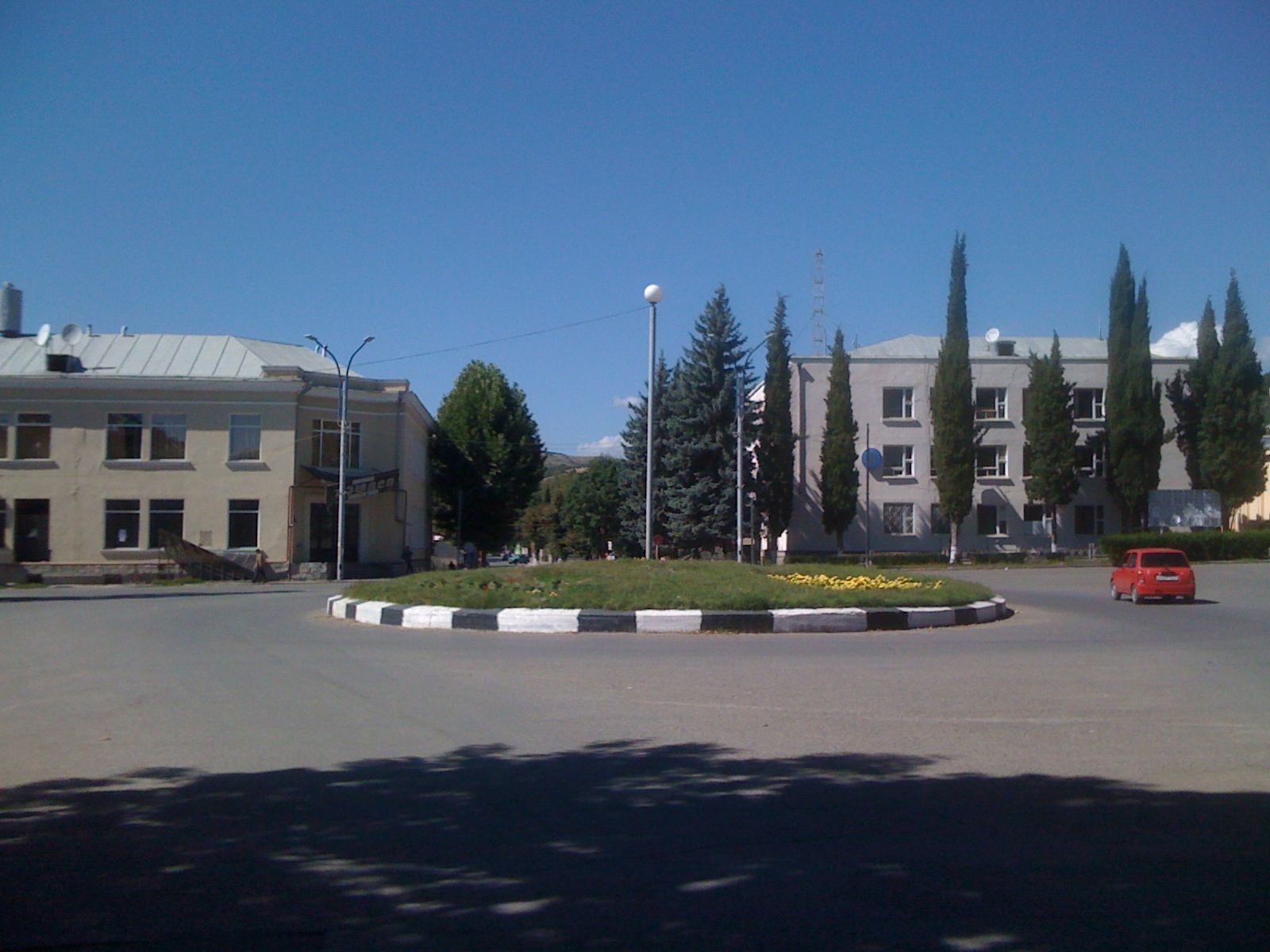
Centrale plein in Doesjeti met gemeentehuis en cultureel huis.

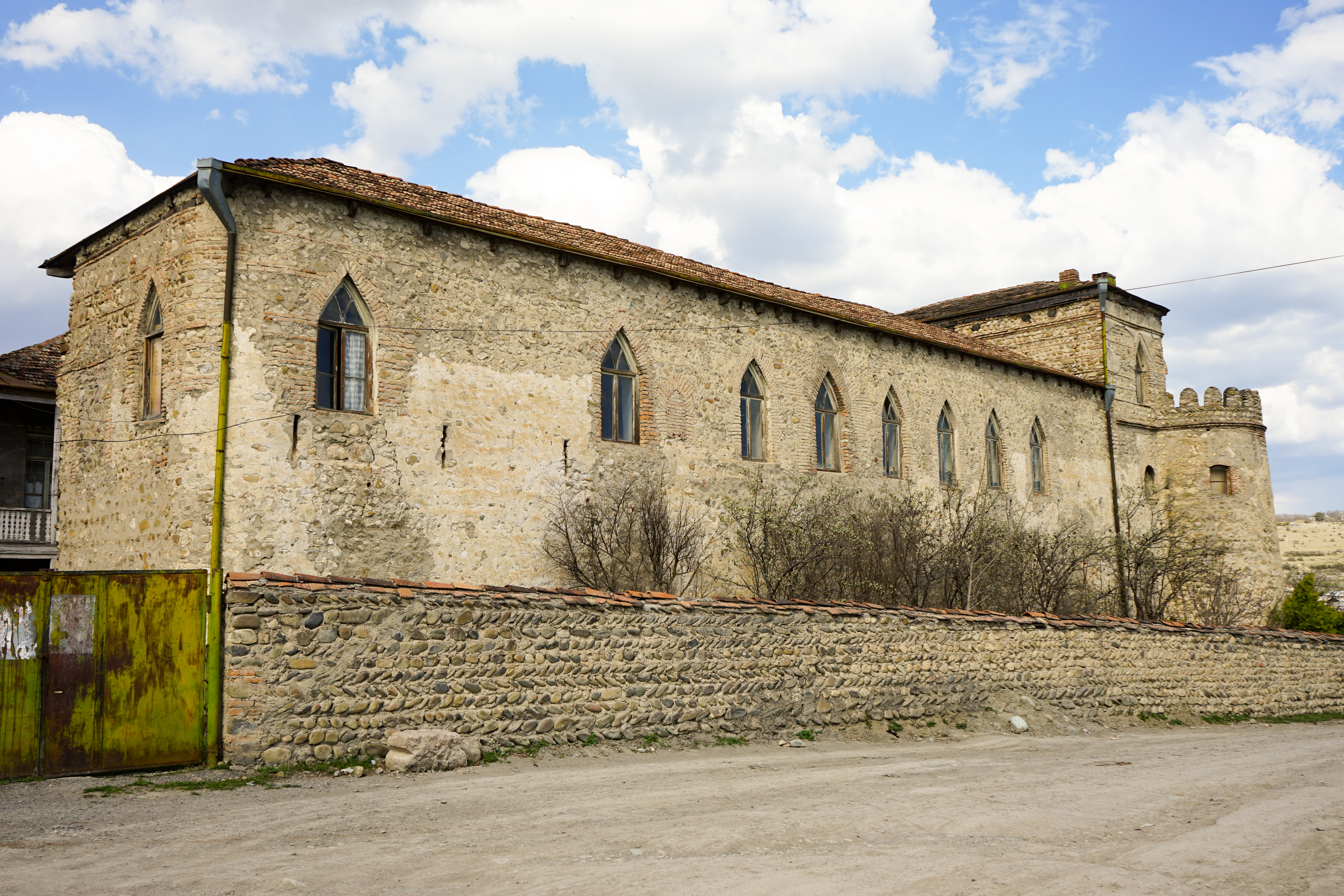
Tsjilasjvili-paleis ('Witte Kasteel').

In Doesjeti zijn nog enkele historische monumenten te vinden zoals de 9e-10e-eeuwse St Joriskerk, een hallenkerk gebouwd van zandsteen. Vlak bij deze kerk staat een 17e-eeuwse bakstenen defensieve woontoren van vijf verdiepingen. In het westen van Doesjeti is het kasteel/paleis van de destijds lokaal prominente Tsjilasjvili-familie te vinden, dat in 1800 opgeleverd werd volgens inscripties. Het was eind 19e eeuw, begin 20e eeuw wit gekalkt en werd toen ook wel het 'Witte Kasteel' genoemd.

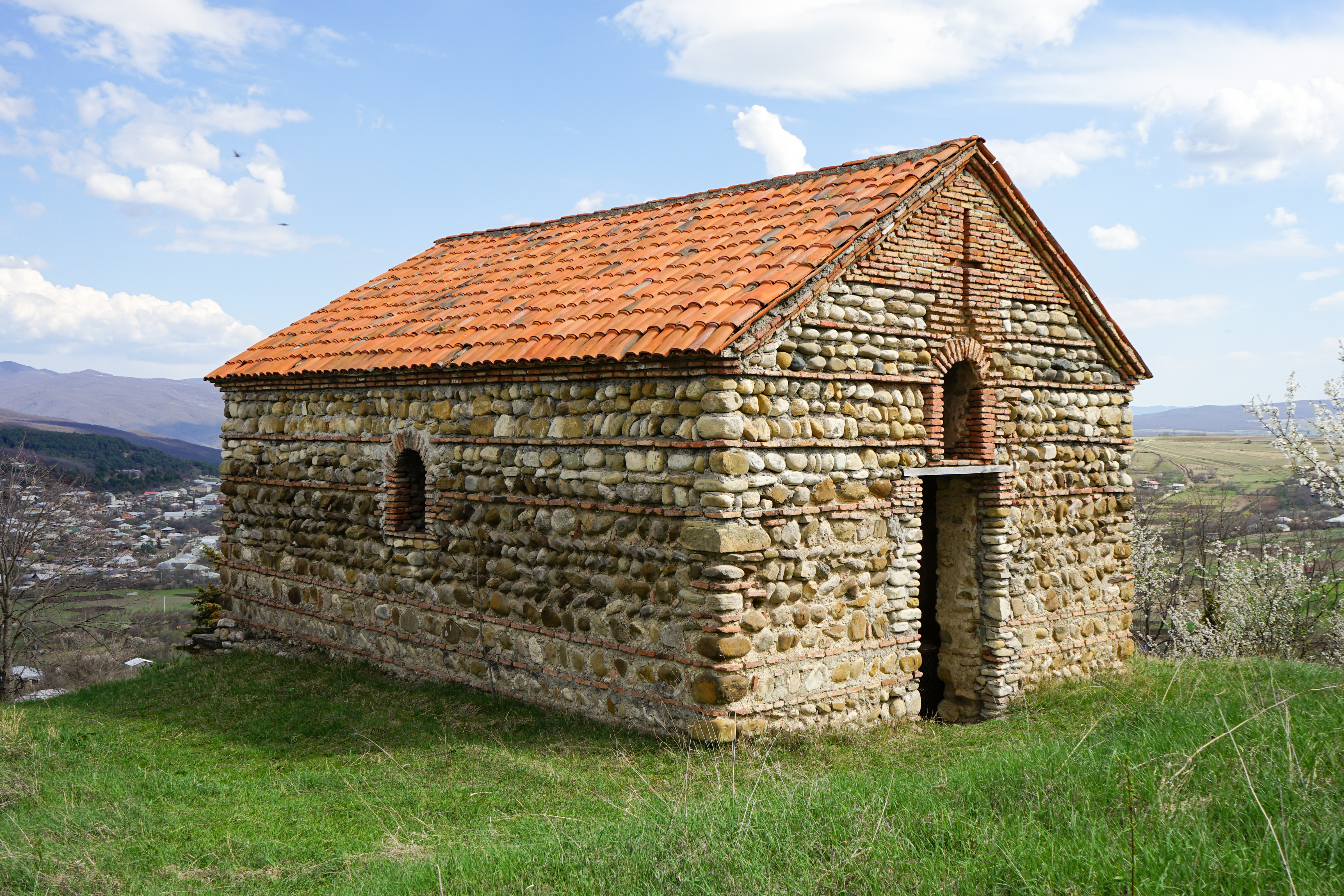
Een oude hallenkerk net buiten Doesjeti.

Het oude centrum van de stad is deels beschermd erfgoed en is onderscheidend architectonisch door de "woonhuizen van hoge artistieke waarde", zo stelt de Organisatie van Werelderfgoedsteden. De huizen uit de 19e eeuw kennen een "stilistische diversiteit" en hebben veelal traditionele houten opengewerkte balkons, een typische bouwstijl in delen van Georgië.
Deze zijn geplaatst aan zowel de tuinenzijde of langs de straatgevels en zijn beïnvloed door de Europese stijlen, zoals het classicisme en art nouveau. In 2018 werd een project gestart om 40 huizen uit de 19e en 20e eeuw in het oude centrum rond het centrale park waarvan het merendeel op de cultureel erfgoedlijst staat, te renoveren waaronder het voormalige woonhuis van Ilia Tsjavtsjavadze.

## Vervoer
De belangrijkste weg door Doesjeti is de nationale route Sh65 die de stad ontsluit vanaf de historische Georgische Militaire Weg, of ook wel de route van internationaal belang S3 (E117) vanaf het dorp Bodorna. De Sh65 loopt vanaf Doesjeti via een aantal dorpen terug naar de S3.

## Geboren
- Aleksandre Roinasjvili (1846-1898), Georgisch fotograaf.
- Simon Tsjiabrisjvili (1880-1923), politicus. Activist van de Nationale Democratische Partij, nam deel aan anti-Sovjet milities in Doesjeti in 1922 en werd in 1923 door de Tsjeka gearresteerd en met 14 anderen geëxecuteerd in Tbilisi.[22]

## Bekende inwoners
De vierde president van Georgië, Giorgi Margvelasjvili (2013-2018), verhuurt sinds het einde van zijn presidentschap een gastenverblijf bij zijn woonhuis in Doesjeti om in zijn onderhoud te voorzien.